# Pljusski sporazum
Pljusski sporazum ali Pljusski mir (rusko Плюсское перемирие, Pljusskoe peremirie, švedsko Stilleståndsfördrag vid Narva å och Plusa) je bil sporazum med Rusijo in Švedsko, s katerim se je končala livonska vojna (1558-1583). Mir je bil podpisan 10. avgusta 1583 na reki Pljussi severno od Pskova. Veljal naj bi  do leta 1586, vendar so ga ob izteku podaljšali do leta 1590. 
Sporazum je določal, da Švedska obdrži priključena ruska mesta Ivangorod (Ivanslott), Jamburg, Koporje (Kaprio) in Korela (Kexholm/Käkisalmi) z njihovimi ujezdi in oblast v Ingriji. Rusija je obdržala ozek prehod do Baltskega morja v izlivu reke Neve med rekama Strelka in Sestra. 
Po izteku premirja leta 1590 je Rusija nadaljevala vojno s Švedsko. Leta 1593 sta sprti državi ponovno začeli mirovna pogajanja, ki so trajala dve leti. Leta 1595 sta podpisali Tjavzinski mirovni sporazum, ki je bil leta 1609 zamenjan z Viborško pogodbo.

## Vira
- Hösch, Edgar (1996). Geschichte Russlands. Vom Kiever Reich bis zum Zerfall des Sowjetimperiums (nemščina). Kohlhammer. str. 99. ISBN 3-17-011322-4.
- Perrie, Maureen (2002). Pretenders and Popular Monarchism in Early Modern Russia. The False Tsars of the Time and Troubles. Cambridge University Press. str. 24. ISBN 0-521-89101-9.